# 赤道黑绵鳚
赤道黑绵鳚，為輻鰭魚綱鱸形目绵鳚亞目绵鳚科的其中一種，分布於中西太平洋區，包括巴布亞紐幾內亞及澳洲海域，屬底棲性魚類，棲息深度400-1853公尺，體長可達10.1公分。

## 扩展阅读
維基物種上的相關：赤道黑绵鳚